# پتر نکاس
پتر نکاس (انگلیسی: Petr Nečas؛ زادهٔ ۱۹ نوامبر ۱۹۶۴) یک سیاست‌مدار اهل جمهوری چک است.